# Enrico del Vasto
(Leonardo Vigo)
Enrico del Vasto, detto anche Enrico di Lombardia, Enrico di Savona, Enrico Aleramico, Enrico di Paternò, Enrico di Butera, Enrico di Policastro (Piemonte, ante 1079 – Sicilia, 1137), fratello minore di Adelaide del Vasto, fu capo degli Aleramici di Sicilia e conte dei lombardi di Sicilia.

## Biografia

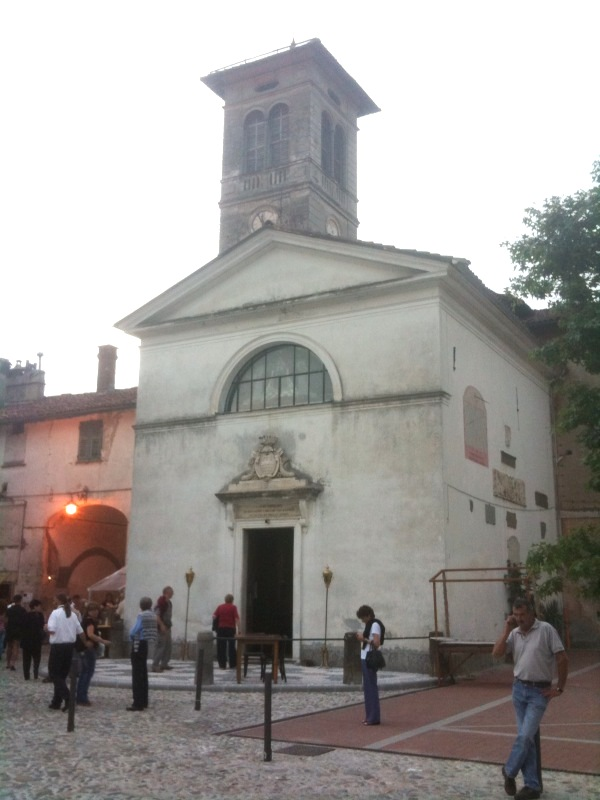
Abbazia di Ferrania, Cairo Montenotte, Savona

Membro dei Del Vasto di discendenza aleramica, Enrico era fratello minore di Adelaide del Vasto, figlio di Manfredi, e nipote di Bonifacio del Vasto, marchese di Savona, della Liguria Occidentale e di ampi territori del Piemonte meridionale.
Enrico del Vasto compare nel 1097 assieme allo zio Bonifacio in una donazione alla canonica di Ferrania nella Val Bormida, nel retroterra savonese: Bonifacius marchio filius quondam Teutonis… marchio et Henrico nepos suus.
Scese in Sicilia, dove risulta già personaggio di primo piano della corte normanna nel 1094,  dai grandi possedimenti familiari tra Piemonte e Liguria, con molti suoi conterranei della Marca Aleramica, per aiutare il condottiero normanno Ruggero nelle ultime fasi della guerra contro gli arabi per la conquista dell'isola. Questa gente aleramica al seguito di Enrico costituì la prima ondata migratoria di lombardi (in realtà, piemontesi e liguri, e in minor parte lombardi ed emiliani) che ripopolarono alcuni centri della Sicilia occidentale e orientale tra l'XI e il XIII secolo.
I normanni incoraggiarono infatti una decisa politica d'immigrazione della loro gentes, francese e dell'Italia settentrionale, anche con la concessione di privilegi. L'obiettivo era quello di rafforzare il "ceppo franco-latino" che in Sicilia e in Calabria era minoranza rispetto ai più numerosi greco-bizantini e arabo-saraceni.
In Sicilia scesero anche tre sorelle di Enrico. Adelaide, la più celebre, che sposò il gran conte Ruggero nel 1087 (o nel 1089) e divenne contessa di Sicilia; mentre le altre due sorelle sposarono i figli illegittimi di Ruggero, Giordano e Goffredo.
Enrico sposò Flandina, anche lei figlia di Ruggero ma nata dal matrimonio con Giuditta d'Evreux. Flandina era vedova del cavaliere normanno Ugo di Jersey, primo conte di Paternò, e così Enrico ricevette in feudo la contea di Paternò, alla quale si aggiunsero quella di Butera, sempre in Sicilia, e quella di Policastro tra Basilicata, Calabria e Campania meridionale. Proprio Paternò divenne il centro dei possedimenti degli Aleramici di Sicilia, un territorio discontinuo che si estendeva a sud in direzione di Catania, a sud ovest comprendeva Piazza Armerina, Aidone, Butera, Mazzarino, a nord ovest si estendeva fino a Nicosia, e a nord si allargava fino a Cerami, Capizzi e Randazzo.
Enrico e Flandina ebbero due figli, Simone e Matilde. Simone del Vasto (o Simone d'Altavilla, o Simone di Butera) fu conte di Policastro e conte di Paternò. Alla morte del padre, Simone prese il suo posto come capo degli aleramici siciliani e dei lombardi di Sicilia.